# Premis Literaris Ciutat de Benicarló
Els Premis Literaris Ciutat de Benicarló són uns guardons literaris que se celebren anualment a la ciutat de Benicarló, convocats per l'Ajuntament de la localitat cap la primavera i lliurats en una gala literària a la tardor.
Es van iniciar l'any 2014 amb la convocatòria del Premi Internacional d'Àlbum Infantil Il·lustrat, obert a originals en valencià, castellà o anglès. Després de dues edicions, s'hi van afegir tres noves modalitats, tot donant lloc als Premis Ciutat de Benicarló. Aquestes tres categories són: Premi Internacional de Divulgació Científica, obert a obres en valencià, castellà i anglès, Premi de Narrativa Memorialística i Premi de Llibre Gastronòmic, aquestes dues només obert per a originals en valencià. Cadascuna de les modalitats està dotada amb un únic premi de 5.000 euros.
El 2020 el premi de Divulgació Científica i el de Memorialística es van fusionar en el premi de Divulgació Científica i del Coneixement, el Premi Gastronòmic es va convertir en Premi de Cuina, Salut i Sostenibilitat, i es va crear una nova modalitat, el Premi de Narrativa Juvenil per a adolescents de 14 a 18 anys.

## Palmarès
| Any  | Àlbum infantil il·lustrat                                                         | Divulgació científica/ Divulgació Científica i del Coneixement                                        | Narrativa memorialística                                                                                      | Llibre gastronòmic/ Cuina, Salut i Sostenibilitat                             | Narrativa Juvenil                                   |
| ---- | --------------------------------------------------------------------------------- | --- | --- | ----------------------------------------------------------------------------- | --------------------------------------------------- |
| 2014 | Una casa distinta, Goyo Rodríguez (il·lustrador) i Daniel Nesquens (text)         | | |                                                                               |                                                     |
| 2015 | Quan xiula l'avi, César Barceló (il·lustrador) i Clara Berenguer (text)           | | |                                                                               |                                                     |
| 2016 | La maleta del abuelo, Juan Hernaz (il·lustrador) i Fátima Fernández (text)        | Sobre l'alquímia de la vida. Conversa amb Xavier Vendrell, Joan Borja i Sanz                          | L'única passió noble. Converses amb Madame Mähler-Besse sobre els valencians i el seu país, Joan Garí Clofent | Declarat desert                                                               |                                                     |
| 2017 | Por pequeño que parezca, Juan Hernaz (il·lustrador) i Fátima Fernández (text)     | Veus de ciència. Incitacions a la lectura científica, Martí Domínguez i Romero                        | Els paisatges trobats. Dietari, Josep Santesmases i Ollé                                                      | La cuina de la gent de la mar. Els ranxos a la barca, Juan José Roda Martínez |                                                     |
| 2018 | Quan arriba la por, Laia Carrera Crespo                                           | Cuando llega la hora. Ciencia y mito en torno a la muerte y el más allá, Miguel Ángel Sabadell Melado | Alfred Giner Sorolla. La passió i la lucidesa, Amàlia Roig Blasco                                             | Històries de cuina. Plats i relats, Òscar Gómez López i Lluís Rey March       |                                                     |
| 2019 | El monstre menjapobles, Marta Moreno i Sébastien Dethise                          | La aventura de Berta en NanoLand, Jordi Díaz Marcos                                                   | No moriré mai. Biografia d’Eduard Punset, Genís Sinca i Algué                                                 | Menjar i memòries del gust, Jaume Fàbrega                                     |                                                     |
| 2020 | La gran festa, Jordi Gastó i Christian Inaraja                                    | Té con ciencia, Amira Fernández                                                                       | | Cocina a bordo, Vicente Ruiz                                                  | El mag de Montrose, Josep Vicent Miralles           |
| 2021 | Els set colors de Bet, Laia Codina Gasión (il·lustradora) i Sílvia Tarragó (text) | Antropoceno y cambio climático de Constantino Armesto i Sara González                                 | | Cuineres del territori de Josep Bernabeu i Maria Tormo                        | La batalla d’Oxford de Mariano Casas                |
| 2022 | Enrenou a la cuina, Anna Fonollosa                                                | Els jardins de la ciència, Fernando Cervera                                                           | | El mar, el aceite de oliva y la primera globalización, Vicente Ruiz           | El ball dels alacrans, Vicent Sanhermelando Bellver |
| 2023 | Una mañana, María Chevalier                                                       | Abriendo las puertas del cielo, Vicent Martínez Garcia                                                | | Xe, què bo-let, Antonio Belda Antolí i Sergi Gallego Rico                     | Prohibit morir a bord, Oriol Solà Prat              |